# Amaurornis magnirostris
La gallineta de las Talaud o  gallineta Talaud  (Amaurornis magnirostris) es una especie de ave gruiforme de la familia Rallidae propia de la Wallacea.

## Hábitat y estado de conservación
Endémica de Indonesia, en concreto de la isla Karakelong (y quizá en alguna isla próxima), en las islas Talaud (Célebes). Se encuentra principalmente en selvas tropicales, aunque también aparece en zonas menos arboladas.
Está amenazada por la pérdida de hábitat y por las ratas introducidas.